# 1988 RM7
1988 RM7 är en asteroid i huvudbältet som upptäcktes den 9 september 1988 av den belgiske astronomen Henri Debehogne vid La Silla-observatoriet.